# Прокоп'євська (Афанасьєвський район)
Пороко́п'євська (рос. Прокопьевская) — присілок у складі Афанасьєвського району Кіровської області, Росія. Входить до складу Ічетовкінського сільського поселення.
Населення становить 13 осіб (2010, 33 у 2002).
Національний склад станом на 2002 рік — росіяни 100 %.